# コワバナ 恐噺
『戦慄ショートショートコワバナ 恐噺』（せんりつショートショートこわばな コワバナ）は、2011年から制作されたホラー・オリジナルビデオシリーズ。
副題は作品ごとのオリジナル。発売はトリコ。『映画版 ふたりエッチ』の横山一洋監督が手掛ける。
作品は再現ドラマを中心に短編のオムニバスから構成され、「恐くて不思議」「恐くて悲しい」
「恐いけどちょっと笑える」「恐くて深イイ」そして「ひたすら恐い」怪談ドラマ等を収録。
シリーズの学校編として「コワバナＪ 放課後の怪談」がある。

## 作品一覧
1巻あたり約50分～60分、3～5話が収録されている。
その他、特典として心霊投稿映像等が収録されている巻もある。

### 戦慄ショートショート コワバナ 恐噺（2011年）
- 「自分撮り」、「気をつけて」、「見える女」、「もう一つの声」、「黒い男」の5話収録
- 出演：宮原真美、田中涼子、戸井智恵美、樺澤沙織、髙橋洋、川連廣明 他[1]

### 戦慄ショートショート コワバナ 恐噺 死者の指定席（2011年）
- 「幸せの座敷わらし」、「見ている」、「録音スタジオ」、「死者の指定席」他全5話
- 出演：高木博幸、近藤起矢、徳元裕矢、にいみ啓介、戸田れい 他[2]

### 戦慄ショートショート コワバナ 恐噺 幽霊ホテル（2012年）
- 「合わせ鏡」、「幽霊ホテル」、「４４」、「SNS」、「冥土喫茶」の5話収録
- 出演：小島麻友美、福島彰吾、一条あや、鈴木咲、山本修 他[3]

### 戦慄ショートショート コワバナ 恐噺 悪夢日和り（2012年）
- 「幽霊なんて怖くない」、「憑衣」、「霊奇的な彼女」の3話収録
- 出演：岡村麻純、雨坪春菜、吉原麻貴、福谷孝宏、吉田比登志、大川成美 他[4]

### 戦慄ショートショート コワバナ 恐噺 黒い部屋（2012年）
- 「大家さん」、「ジャケット」、「ワスレモノ」の3話収録
- 出演：川崎小春、小島麻友美、小原春香、神庭亜夢 他[5]

### 戦慄ショートショート コワバナ 恐噺 スタジオの恐い話（2012年）
- 「カオノナイ女」、「呪い唄」、「怨霊」、「生き違い」の4話収録
- 出演：恵美秀彦、市橋直歩、相多愛、伴優美、中谷梨紗、椿かおり 他[6]

### 戦慄ショートショート コワバナ 恐噺 深夜病棟（2012年）
- 「ナースコール」、「THE FOOL」、「白いおじさん」の3話収録
- 出演：くぼたみか、高木麻里、和田亮太、町田昌久、蒔田伊吹、木庭博光 他[7]

### 戦慄ショートショート コワバナ 恐噺 コ・ワ・イ女（2013年）
- 「占い死」、「姉」、「妻が帰って来た」の3話収録
- 出演：小柳こずえ、片宮あやか、愛乃えま、椿かおり、黒田光彦 他[8]

### 戦慄ショートショート コワバナ 恐噺 呪い（2013年）
- 「呪イ代行」、「カエルになった王子様」、「呪いのリスト」の3話収録
- 出演：遠野千夏、小柳こずえ、戸井智恵美、おばたなおみ、徳元裕矢、仲松秀規 他[9]

### コワバナＪ 放課後の怪談（2012年）
- 「PiANO」、「恋する人体模型」、「幽霊部員」の3話収録
- 出演：長谷川あかり、斉藤雅子、大迫渚乃、蒔田伊吹、佐藤永典 他[10]

### コワバナＪ 放課後の怪談２（2012年）
- 「振り向くな」、「女死会」、「図書怪談」の3話収録
- 出演：福谷孝宏、斉藤雅子、瀧野友恵、戸井智恵美、高橋まい 他[11]

### コワバナＪ 放課後の怪談３（2012年）
- 「君のいたあの日」、「命日」、「彷徨う死体」の3話収録
- 出演：佐藤さくら、西尾舞生、小柳こずえ、内田菜月、黒田光彦、大野百合子 他[12]

### コワバナＪ 放課後の怪談４（2013年）
- 「トイレの髪さま」、「ハネムーン」、「MAGIC」、「トイレの紙さま」の4話収録
- 出演：りょうか、久永知加子、高木麻里、内田菜月、恵美秀彦 他[13]

## スタッフ
- 製作
  - 企画：小林忠
  - エグゼクティブプロデューサー：小林忠
  - キャスティング：関谷康正
  - プロデューサー：横山一洋
- 監督：横山一洋、荒牧夕子、桑島岳大、細見将志、曽根剛、基はるか
- 脚本：横山一洋、荒牧夕子、桑島岳大、細見将志、曽根剛、基はるか
- 撮影：今井哲郎、曽根剛、森本雅章
- 録音：西岡正己、廣木邦人、飴田秀彦、千阪哲也、辻祥子、中村正博、城戸綾麿、大塚秀明
- 編集：横山一洋、荒牧夕子、桑島岳大、曽根剛、基はるか、横山敬三、横山裕一